# Катловце
Катловце (на словашки: Kátlovce) е село в западна Словакия, в Търнавски край, в Търнава. Населението му е 1128 души.
Разположено е на 172 m надморска височина, на 18 km северно от град Търнава. Площта му е 11,7 km². Кмет на селото е Далибор Минарович.